# Bill Corso
Bill Corso é um maquiador estadunidense. Venceu o Oscar de melhor maquiagem e penteados na edição de 2005 por Lemony Snicket's A Series of Unfortunate Events, ao lado de Valli O'Reilly.